# 鮑登冰隆
66°59′S 60°50′W / 66.983°S 60.833°W
鮑登冰隆（英語：Bawden Ice Rise），是南極洲的冰隆，位於葛拉漢地的弗因海岸，處於亞歷山大角東南面76公里，長15公里、寬4公里，現時由南極條約體系管理。